# Werner DePauli-Schimanovich
Werner DePauli-Schimanovich (* 5. Mai 1942 in Wien als Werner Schimanovich; † 9. September 2021), auch bekannt unter den Pseudonymen Werner DePauli-Schimanovich-Göttig bzw. Werner-Jimmy-DeViena DePauli-Schimanovich-Göttig, war ein österreichischer Mathematiker, Informatiker und Künstler.

## Leben
Nach seiner Matura 1960 studierte Werner Schimanovich bis 1966 Maschinenbau an der TU Wien und Physik, Mathematik und Philosophie an der philosophischen Fakultät der Uni Wien. 1965 meldete er ein Patent zur Speicherung und Wiedergabe von Information auf einem Magnetband mittels Kathodenstrahlen an und widmete sich der Konstruktion eines zentrischen Drehkolben-Motors. Nach seiner Tätigkeit im Magistrat der Stadt Wien als Verkehrsplaner und Mathematiker 1966/1967 promovierte er 1973 zum Dr. phil. Seit 1971 war er Studienassistent, Universitätsassistent und Oberrat am Institut für Statistik und Decision Support Systems der Universität Wien.
Sein Forschungsschwerpunkt war die biografische Aufarbeitung des Lebens von Kurt Gödel. Schimanovich hatte großen Anteil an der Gründung der internationalen Kurt-Gödel-Gesellschaft. Gemeinsam mit Peter Weibel produzierte er 1986 für den ORF den Dokumentarfilm „Kurt Gödel: ein mathematischer Mythos“.
Schimanovich beschäftigte sich schon als Student mit Kunst, Psychotherapie, Hypnose und Psychoanalyse. Nach einem Schlaganfall im Jahr 2008 nahm er den Standpunkt von Moshé Feldenkrais ein, demnach die Naturwissenschaftler ihre Fähigkeiten vermehrt in den Dienst der Medizin und Therapie stellen sollten.

## Werke
- mit John Casti: Gödel. A life of logic. Perseus Publications, Cambridge MA, 2001, ISBN 0-7382-0518-4
- mit Peter Weibel: FILM (80 min.) Kurt Gödel. Ein mathematischer Mythos. ORF (= Austria Television Network), Wien, 1986
- mit Peter Weibel: Kurt Gödel. Ein mathematischer Mythos. hpt, Wien, 1997, ISBN 3-209-00865-5
- Europolis. 7 Bände, erschienen im Passagen-Verlag, Wien, im Novum-Verlag, Horitschon, Wien, München, im Trauner-Verlag, Linz:
  - EP1: Über die Zukunft der Verkehrs-Technik und -Planung in Europa.
  - EP2: Vom Bodensee zum Burgensee: Über die Verkehrs-Planung in Austria.
  - EP3: Europa, Ökonomie, Wissenschaft und Erfindungen.
  - EP4: Kultur, Politik, Musik, Revolutionäres, Historisches, Literarisches.
  - EP5: Kurt Gödel und die mathematische Logik.
  - EP6: Informatik für Spiele und Verkehr.
- Kurt Gödel. Wahrheit und Beweisbarkeit. öbv&hpt, Wien 2002
  - mit Köhler, Weibel et al.: Band 1: Dokumente und historische Analysen. ISBN 3-209-03834-1
  - mit Buldt, Köhler, Stöltzner, Weibel et al.: Band 2: Kompendium zum Werk. ISBN 3-209-03835-X
- The Foundational Debate. Complexity and Constructivity in Math and Physics (Editor gemeinsam mit Köhler und Stadler: Vienna Circle Institute Yearbook), Kluwer Academic Publishers, Dordrecht 1995, ISBN 0-7923-3737-9

## Auszeichnungen
- 2005: Wolfgang von Kempelen Preis für Informatikgeschichte in der Kategorie „Kunst“